# مسجد قوجاتپه
مسجد قوجاتپه نام مسجدی در محله قوجاتپه آنکارا ترکیه است. ساخت این بنا در سال ۱۹۶۷ آغاز و در سال ۱۹۸۷ به پایان رسید.

## تاریخچه
مهندس ودات دالوکای برنده مسابقه طراحی این مسجد شد و زیربنای مسجد بر اساس طرح این معمار آغاز گردید اما بعدها به دلیل آنکه که مدرن بودن بیش از حد خوانده شد طرح مهندس دالوکای نیمه کاره ماند. بعدها مهندس دالوکای پروژه خود را با برخی تغییرات در معماری مسجد شاه فیصل پاکستان به کار برد.
در سال ۱۹۶۷ بنای این مسجد بر اساس طرحی از مهندس خسرو تایلا و فاتح اولواِنگین دوباره طراحی و اجرا گردید و این پروژه به علت آنکه تقلیدی از معمار سنان معمار نامی دوره عثمانی خوانده شد، مورد انتقادهایی قرار گرفت، اما پروژه ادامه یافت.

## معماری
مسجد قوجاتپه شامل یک گنبد مرکزی است که روی ۴ فیلپای قرار گرفته‌است و چهار نیم‌گنبد دور گنبد مرکزی قرار گرفته‌است. این مسجد چهار مناره ۸۸ متری دارد و خطاطی داخل مسجد هم از سوی خوشنویسان ترک حمید آیتاچ، محمود اؤنجو و امین بارین انجام گرفته‌است. تزئینات داخلی مسجد قوجاتپه به سبک تزئینات کلاسیک دوره عثمانی است.

این بنا یکی از بناهای دیدنی شهر آنکارا به شمار می‌رود.

## منابع

تزئینات زیر گنبد مرکزی مسجد